# Furna do Frei Matias
A Furna do Frei Matias é uma gruta portuguesa localizada na freguesia da Criação Velha, concelho da Madalena do Pico, ilha do Pico, arquipélago dos Açores.
Esta cavidade apresenta uma geomorfologia de origem vulcânica em forma de tubo de lava em campo de lava. Apresenta um comprimento de 1040 m. por uma largura máxima de 14.2 m. e uma altura também máxima de 7.2 m.
Esta formação está integrada na Reserva Natural da Montanha do Pico, situando-se na vertente oeste da Montanha do Pico. Em alguns locais este túnel de lava sofreu abatimentos do tecto o que leva a existência de poços de luz, facto que permite a vida de várias plantas.
Envolto em lendas, conta-se que neste local viveu um eremita que aqui se terá refugiado e vivido em solidão.

## Espécies observáveis
- Orchestia chevreuxi Crustacea Talitridae
- Trechus montanheirorum Coleoptera Carabidae
- Trechus picoensis Coleoptera Carabidae